# Othenio Abel
Othenio Abel   (Viena, 20 de juny de 1875 - Mondsee, 4 de juliol de 1946) va ser un paleontòleg i biòleg evolutiu, austríac. Juntament amb Louis Dollo, va ser el fundador de la "paleobiologia" i va estudiar la vida i el medi ambient dels organismes fossilitzats.
Al costat de Louis Dollo, va explorar el camp de la paleobiología en estudiar la vida i l'entorn dels organismes fossilitzats. Des de 1917 fins a 1934, va exercir com a professor universitari a Viena, després va ser director de l'Institut de Paleontologia a la Universitat de Göttingen i va fer recerques en la caverna Drachenhöhle, situada en Mixnitz, Estiria, fins a finals de l'any 1942.